# 逆転イッパツマン
『タイムボカンシリーズ 逆転イッパツマン』（ぎゃくてんイッパツマン、英語表記：Ippatsuman）は、1982年2月13日から1983年3月26日までフジテレビ系列で、毎週土曜18:30 - 19:00（JST）に全58話が放送された、タツノコプロ制作のテレビアニメである。

## 概要
『タイムボカンシリーズ』の第6作目。前作『ヤットデタマン』に引き続き巨大ロボットが登場、また主人公もこれまでの少年少女から青年となり、シリアス味が増した作風となった。視聴者の興味を惹くため、主人公のイッパツマンの正体など多くの謎が作中に散りばめられており、さらにシリーズ初となる悪玉トリオの勝利や、黒幕への反抗、悪業の放棄などといった展開も含め、シリーズのマンネリを打破しようと様々な工夫が凝らされた。回によっては20%を越える視聴率を記録し、放送回数も好評につき本筋とは関係のない番外編的なストーリー3話分も含めた計6話分延長されるなど、マンネリの声も上がりはじめていたタイムボカンシリーズの人気が息を吹き返す契機となった。また同時に、それまでの土曜18時台後半での放送が最後になるなど、本作品は様々な面で同シリーズの転機ともなった。
主人公の声優はシリーズのナレーションを長年に渡って担当した富山敬が務めた。代わってナレーションに起用されたのが鈴置洋孝であり、独特の絶妙な語り口が物語を盛り上げている。本作品より、CM後にアイキャッチが挿入されるようになった。本作品ではスキャニメイト演出は使用されておらずトッキュウザウルスや弾丸ヘッド号、シャレコーベバギーなどの各メカニックの時間移動中のシーンは透過光による効果などが使用されるのみである。
本作品では登場人物や組織等固有名詞に野球用語が多用されているほか、第19話のベーブルースの野球中継回のようにベーブルースと少年の感動秘話が元ネタに使われたエピソードも存在する。後述の通り主題歌がプロ野球選手の応援歌として用いられたのも含め、何かと野球業界とも縁の深いキャラクターでもある。

## ストーリー
西暦1990年。国際企業番付で、常に業界トップの業績を誇る「タイムリース社」は依頼があれば時空を越えて、過去、未来、現代の世界各地に荷物を届ける「タイム運搬」事業を開始した。一方、業界第2位のライバル企業「シャレコーベリース社」のオストアンデル北部支社は業績絶不調。会長のコン・コルドーは支社の重役3人に、タイム運搬の妨害を命じる。重役3人が変身した「クリーン悪トリオ」に襲われたハル坊がピンチ通信を出すと、イッパツマンが必ず助けにやって来る。

## 登場キャラクター

### タイムリース社
オストアンデル市（OST.ANDEL）にある、常に業界トップの業績を誇るリース会社。所在する市名の由来は、平賀源内がまんじゅうを外来語風に称した「押すと餡出る」から。社員は福利厚生施設のビーナスタウンに居住している。
- 運営には、国際平和機構が深く関わっている。この団体は来るべき宇宙開発時代に備え、念動力で遠隔操作できる「サイキックロボット」の開発を進めていたが、シャレコーベリース社のコン・コルドー会長がその技術を執拗に狙っていた。そのため、シャレコーベリース社はタイムリース社に妨害を仕掛け、その妨害に対抗するためのイッパツマン、という構図が出来上がった。バレルトコマール山脈のチチハハ湖の湖底に基地があるが、第53話のレイケツナイトの攻撃で、大損害を出した。

豪 速九（）
声 - 富山敬 / 松本保典（バンプレスト・タイムボカンゲームシリーズ） / 加藤将之（タツノコ VS. CAPCOM）
本作品の主人公。タイムリース社で、メカの整備を担当している青年。20歳。礼儀正しく真面目なスポーツマンタイプの長身の青年。女性社員からは憧れの的で、「豪さん」と呼ばれている。生まれて間もなく両親に捨てられたところを、ビクトリアナンダースホームの園長に拾われ、幼少時代はそこで生活していたが、その頃から超能力の素質を持っていた。
第54話でハルカと結婚するが、これは敵の目を欺くための芝居で、新婚旅行と偽ってサイキックウェーブの波長変更訓練を極秘で行う目的があった。
- 名前の由来は「豪速球」で、総監督の笹川ひろし曰く「野球そのもののネーミング」。

イッパツマン
タイムリース社の妨害をするクリーン悪トリオの襲撃でピンチになった時、「ピンチ通信機」での緊急コールを受けた豪が連絡を入れると出動する謎のヒーロー。武器は投げた後で、サイキックパワーで誘導することも可能な野球ボール型の「レインボール」と、敵の飛び道具を打ち返したり、攻撃を受け止めるのに用いる「逆転バット」。マシンガンの弾をも跳ね返す、硬質フォームラバースーツに身を包み、背中のマントを広げて滑空する。
イッパツマンの正体は豪であるとランは睨んでおり、第26話ではデフォルメ化したイッパツマンが取り損ねたレインボールを回収、イッパツマンの指紋を採取し豪の指紋と照合したが違っていた。実は容姿こそ酷似していたものの、豪がサイキックウェーブで操るサイキックロボットであった。しかし第30話にて隠球四郎の放ったダイヤモンド弾丸を受け衝撃で爆散してしまった。
第31話より、豪がイッパツマンに変身して、自ら戦う。新イッパツマンはダイヤモンド弾丸にも耐える超硬質フォームラバースーツに強化されているが、このスーツには外部からのサイキックウェーブを阻害してしまう弱点がある。そこで豪自らサイキックウェーブを発し、ハルカの発するサイキックウェーブと同調することで吸収し能力がパワーアップする。しかしこの秘密を球四郎に嗅ぎつけられたことで外部からのサイキックウェーブで操られるという危機に直面した。これは豪とハルカがサイキックウェーブの波長変更を行ったことで回避できるようになる。
- 新イッパツマンの超能力

超能力を持つ豪が、イッパツマンになったことで新イッパツマンは時に応じ様々な超能力を発揮している。
- 透視能力（第37話）

放夢 ラン（）
声 - 原えりこ
本作品のメインヒロイン。タイムリース社で、トッキュウザウルスおよびトッキュウマンモスの操縦を担当する少女。18歳。気が強い性格で豪に想いを寄せている。料理はかなり下手で、第28話で豪のためにカレーライスを作るも、塩と砂糖、醤油とラー油を間違えた（子々竹破多子の解説）カレーを作ってしまった。豪からは「ランちゃん」、ヒゲノ部長からは「ラン君」、ハル坊からは「ラン姉ちゃん」と呼ばれている。
新たに配属された、星ハルカと豪の結び付きを見るたびに嫉妬心と対抗心が入り混じるようになり、「イッパツマンの力のためには、ハルカが必要」という豪の言葉を「自分は豪に愛されていない」と曲解し、タイムリース社を飛び出してしまった。豪に「今のままで辞めるのは君らしくない」と諭されて、元の鞘に収まったが、豪とハルカの結婚を聞かされ、ショックを受けた。
- 名前の由来は「ホームラン」。
- 原えりこは本作が声優としてのデビュー作品である。笹川ひろしはオーディション参加者の録音テープを聞いて、他の人と違うと思い、録音監督の水本完や関係者に無理を言って原に白羽の矢を立てた、水本も「演技が心配なんですが……」と盛んに言っていたが、最終的に笹川のわがままを通す形であったという。またオーディションの時の原は風邪気味で、かえってそれが目立っていたが、水本の演技指導を受けて、立派に演じてくれたと語っている。また原によれば泣くシーンでは、本当に泣いた方がいいのかと思い、気持ちを入れすぎて、くさいと言われてしまったこともあったという。

ハル坊（）
声 - つかせのりこ
ランのいとこで、タイムリース社に勤務する少年。6歳。両親はタイムリース社の社員で、19世紀のオーストラリアに駐在しているため、ビーナスタウンで、ランと一緒に住んでいる。第27話ではハル坊にボーナスが支給されている描写がある。ランと豪の恋を応援している。
一人称は主に「オイラ」で、稀に「俺」。ハルカに対しては、一人称が「ボク」になることがある。緊急時に、イッパツマンを呼ぶためのピンチ通信機を持っている。第24話では風邪をひいて高熱を出したため医務室に収容される際に2-3にピンチ通信機を貸与している。また、この回でホームベーサーへのエレベーターを発見したことで一時的に豪とイッパツマンの秘密を垣間見ている。
- 名前の由来は「ファウルボール」。

2-3（）
声 - 山本正之
タイムリース社に勤務するロボット。トッキュウザウルスおよびトッキュウマンモスの副操縦士。三河弁を喋り、歌が得意である。気の利く性格だが、お調子者で、口が軽いところもある。
一人称は主に「ワタイ」で、たまに「僕」や「俺（おり）」の場合もある。胸にテープデッキが内蔵されており、データを読み取ったり音楽を再生することができる。
ムンムンから「ヤカンのできそこない」、コスイネンから「ヤカン人形」と罵られている。
OVA『タイムボカン王道復古』では山本が演じた歴代キャラクターの中で、唯一の善玉キャラとして登場。
- 名前の由来は「ボールカウント2-3」。

星 ハルカ（）
声 - 幸田直子
本作品のサブヒロイン。第31話より、ヒゲノ部長の秘書および管理主任として、ヒネルトジャー支社から赴任した女性。1975年3月17日生まれの24歳。豪を凌ぐサイキックウェーブの持ち主で、新イッパツマンのサポートを行う。第46話では隠球四郎たちに捕らわれた豪に代わって、彼女がイッパツマンとなって参戦した。
ランとは対照的な大人の女性として描かれ、豪との息の合ったコンビで、ランはハルカに対して、嫉妬の炎を燃やすようになる。
第54話で、豪と結婚式を挙げて、新婚旅行に旅立っているが、これは敵を目を欺くために仕掛けた芝居だった。
ホンマカイナ市トーン地方出身。同地に5歳まで住んでいた（第42話）。父の名は星太陽でチェスの名人（第42話）。ハルカは幼少の頃より超能力者（サイキッカー）であり、幼い頃はそれをテレビ番組などで見世物のように扱われていた。10歳の時に若い頃のヒゲノと出会い、「自分を大切にしなさい」と叱責され、それ以来、人前で超能力を使うことは避けるようになった。
その後、ヒゲノと共に国際平和機構のサイキック関連技術の開発に携わるようになるが、当初は超能力はそれほど高くなかった。物語開始の8年前、当時16歳だった1991年7月18日を境に、急激に能力が向上していく。実は7月10日から一週間、コン・コルドーに拉致され、洗脳と能力強化を受けていたが、ハルカ自身はその間の記憶は一切なかった。
最終話では国際平和機構とタイムリース社を裏切り、サイキックロボットのデータをコン・コルドーの元に運ぶ。さらにイッパツマン同様のラバースーツに身を包んだサイキック戦士となって現れ、最大の敵としてイッパツマンの前に立ちふさがる。その能力はイッパツマンを完全に上回っており、とどめを刺す寸前まで追い込んだが、イッパツマンをかばうランの姿を目にして洗脳が解けかけ、動きを止める。焦ったコン・コルドーがさらなる能力強化を行った際に超能力限界点を超えてしまい、ラバースーツが消滅して全裸となり洗脳からも完全に解放されたが、罪の意識からその場を走り去り、霧の中に消えていった。生死も含め、その後の消息は不明。
- 名前はコスイネン役の八奈見乗児に「星!」と言わせるために、小山高男が考えたものである。

ヒゲノ 濃造（）
声 - 長堀芳夫
技術部長で通称「ヒゲノ部長」。豪の上司で、割に合わない仕事を断ろうとする他の部課長との折衝も行う。実は国際平和機構のサイキックロボット開発室長で、ラン、ハル坊、2-3にはイッパツマンの詳細を知らせずにいた。しかしランの蒸発騒動を機に彼らを纏め終盤は指揮官として活動。
若い頃、超能力を見世物にされているハルカと出会い、それが縁で共にサイキック関連技術の開発に携わるようになる。しかし、ハルカがコン・コルドーの洗脳を受けていたことには気付かなかった。
妻子持ちで、家のローンに振り回されるなど、同じ部長のコスイネンと共通点が多い。
最終話で「自らの正義という大義名分が、彼女の人生を狂わせてしまった」という自責の念に駆られ、タイムリース社も国際平和機構も辞職。消息不明のハルカを捜す旅に出た。
エンディングテロップでは「ヒゲの部長」（第52･56･57話では「ひげの部長」）と表示されている。
- 小山によれば、当初は大した役ではなかったが声優の長堀芳夫が面白く演じてくれたため、大きな役になったという。

### シャレコーベリース社
創業わずか8年で、タイムリース社に次ぐ業界第2位の規模と実績を誇る巨大企業に成長したリース会社。本社はヒネルトジャー市所在。この市名は「オストアンデル」と同じように蛇口を外来語のように呼んだ言い方である。福利厚生施設として、本社所在地に映画館シャレコーベシアターの他、沿岸地に社員用別荘を完備している。
全世界に支社が千社ある（第1話の次回予告より）。第2話の全支社長会議の描写ではそれ相応の相当な数の支社長が出席していた。そのため、規模の大きいグループ企業であることが分かる。支社長会議では業績ではなく「他社の妨害をどれだけやったのか」が報告内容となっている。
支社対抗のかくし芸大会やコルドー会長の撮り下ろしによる映画鑑賞会を年中社内行事として行っているが、創立記念日翌日に開催される鑑賞会の方は出席しないと給料を天引きされるというノルマが課せられている。
その実態は、地球人の宇宙進出を妨害するために飛来した宇宙人が、作戦の一環として作った会社だが、真の狙いは前述の星ハルカを使ったサイキックロボット技術の奪取とサイキックロボット(イッパツマン)の抹殺であり、シャレコーベリース社による妨害工作はそこからタイムリース社の目をそらすためのカモフラージュであった。そのため、終盤になってコン・コルドーの計画が最終段階に入り、星ハルカが行動を開始すると会社は用済みとなり、コン・コルドーはクリーン悪トリオと隠球四郎に解雇を言い渡した直後、シャレコーベリース社を計画倒産させた。

#### オストアンデル北部支社
シャレコーベリース全支社の中でも万年最下位で別名「オシてもアンもでない敗北社」。社屋は外から見ると立派で、タイムリース社の社屋に負けないくらいの未来的なビルだが、門をくぐると、その外見はハリボテで、門の中にある実際の社屋は今にも崩れそうなビルである。敷地内には廃車置き場があり、クリーン悪トリオのシャレコーベダチョウはここから出動する。屋内の様子も、中小企業のオフィスと大して変わらず、コンピュータもほとんど導入されていない。

#### クリーン悪トリオ
本作品における三悪の総称。決めゼリフは「イエスダー」。その正体はオストアンデル北部支社の三幹部で、タイムリース社への営業妨害と信用失墜のために悪事を働くが、いつも失敗する。イッパツマンを発見すると「鳥だ!」「飛行機だ!」と言ってからボケるのが毎回の定番フォーマットである。第3話以降各話の最後にて当初は公園のベンチの上やなじみのショットバーやファミレスでぼやきながら、第10話以降はビル近隣に出る屋台「うえだや」で酩酊し、クダを巻きながら「人間やめて、何になる!?」と人間以外の生き方を想像するが、結局は「今の状態がまだマシ」に落ち着く。このエンドシーンは第7話より定番コーナー化する。第37話以降のこのコーナーでは豪やラン、ハル坊やハルカまで妄想内に登場するようになった。
なお、「人間やめる」空想の展開は『ヤットデタマン』後期にも使用されたネタである。
名前の由来は「クリーンナップ」のもじりである。第12話では、ヒゲノ部長やマジ営業部員といったタイムリース社の面々からは「卑劣」呼ばわりされ、第35話では花咲か爺の善吉の財産を奪おうと企む、意地悪爺の悪兵衛に協力するなど、あくどいことを行っている。ワンポイントキャラが出てきたり、拍子抜けするような事態が発生すると、3人が「シビビン、シビビン、シビビンビーン!」と言いながら、画面内を飛び回る。第53話で1週間の休暇と1人頭1千万円の特別ボーナスを支給されるが、休暇終了直後にミンミンによって改造されたムンムンの部屋から直接レイケツナイトのコクピットに送り込まれた。その後コルドーの陰謀でリース社が計画倒産した後は廃墟と化した支社跡地で新事業を立ち上げながらの共同生活を始めようとしたが、今市のせいで台無しになり、「イッパツマンの最期の地」に招待したミンミン＝コルドーも倒されたことで拠り所を失った3人はそれぞれ新たな人生へと旅立っていったが、そうとも知らず同じ幸福行きの列車に乗っていた。
ムンムン
声 - 小原乃梨子
支社長。26歳。チャイナドレスを着こなす、スタイル抜群の美女で若くして、オストアンデル北部支社の支社長になったものの、ろくな仕事も与えられず、最低を記録し続ける支社の業績を挽回しようと悪戦苦闘している。小説版の設定では、本名は頓 紋々（とん もんもん）であるとされていた。
オストアンデル市場末のドブ川のほとりに建つ社宅「タレメ荘」に在住。リビングには、豪の写真が所狭しと貼られている（第6話）。
第4話で、通勤中に助けてくれた謎の男性「ミスターX」に会うのが夢だったが、第25話で、ミスターXが豪だと思い込んでしまう。それ以来豪に想いを抱き続けていたが、第46話で、豪への献身的な想いをコン・コルドーと隠球四郎に利用され、豪との関係を半ば諦める。だが、未練があるらしく、第54話では豪とハルカが結婚したと知って動揺したり、第55話では、2人の結婚が自分たちを欺くための芝居と知って喜んだりしている。
第39話では豪を罠にはめイッパツマンの出動を阻止しようとしたコスイネン達の芝居で、はずみでセメント詰めにされたためそのまま妨害に出動している。

コスイネン
声 - 八奈見乗児
部長。30歳。妻帯者だが単身赴任中で、支社長社宅のドブ川向こう側に建つ独身寮「オケイラ・コーポ」に住み（第6話）、いつも会社に遅刻寸前の日々である。妻帯者のため家族手当を支給されている（第1話）。小説版の設定では、本名は小杉念（こすぎ ねん）であるとされていた。
一人称は「あたし」「俺」が基本だが、まれに「私」「ボクちゃん」になることもある。ボタンを押す際は「コスっとな」（または「コスっと!」）と言う。
チャップリンの履く、薄汚いドタ靴のような形をした赤い長鼻が特徴。幼少期は赤く大きい団子形の鼻だった。現在のドタ靴形の赤い長鼻になったのは青年期になってからである。彼が怒った感情を露わにした際、額に赤い×印が浮かび上がることがある。
名前の通りずる賢い性格で、同期の男に協力を要請して罠を張ったり、隠球四郎の正体を本人にばらし、動揺を誘うなどの謀略に長けている。一方で努力は惜しまないところもあり、メカ作りの費用を稼ぐため、朝は日の出る前から新聞配達、立ち食いソバの早番アルバイト、昼間は会社で働き、夜は家庭教師を5件と、血の滲むような努力を重ねていた（第21話）。また、サンパツマンに自ら変身して、イッパツマンに一騎討ちを挑んだり、第40話では「仲人を務める結婚式をぶち壊せるか!」とコン・コルドーに逆らってでも部下を守るなど、それなりの男気も持ち合わせている。
対イッパツマン兵器の研究開発については逆転王の合体を阻止しようと磁場分解光線砲を開発したり（第23話）、パワードスーツを開発して自ら装着して対戦したり（第27話）、瞬間硬化弾で、逆転王の動きを封じ込めたりする（第30話）などの的を射たものが多く、武装開発面では空気中のイオンから武器を生成する機能をコピーする（第28話）など、敵方に通用するレベルには達しなかったものの、技術開発そのものは成功していることも少なくなく、後半は三冠王をスピードで翻弄した「スキーメカ」のように、武装や特殊能力においてはイッパツマンを上回るメカを開発した。また、第37話で2-3に仕掛けたスパイ回路により、ハル坊との会話から豪がイッパツマンと関係があると知った時には豪を拉致してイッパツマンの出動を阻止しようとしたりと、イッパツマンの秘密に迫る行動をたびたび見せている。
第27話のパワードスーツ戦を省みて、超軽量パワー増幅装置を開発し、通常の人間の200倍のパワーを発揮する「逆転サンパツマン」に変身。弾丸シャレコーベ号で駆けつけ、ドンコウシャレコーベ号の危機に臨む。増幅装置をイッパツマンに破壊された後は「大逆転王」に乗り込み、逆転王に挑戦した（第28話）。
脱サラ願望があり「いざとなったら脱サラをして、蕎麦屋をやればいい」といった趣旨の発言が、本人や周囲から何度か聞かれる。蕎麦作りが得意で「月見（そば）のコスイネン」の異名を持つことが、第14話で明かされた。OVA『タイムボカン王道復古』では、ボヤッキーに蕎麦作りを教えたという設定になっている。
シャレコーベリース社の解散後は蕎麦屋の屋台で、日銭を稼いでいた。ムンムンが想像した、50年後のコスイネンは全世界にチェーン展開をする、立ち食い蕎麦屋の社長となっていた。
リメイク版『ヤッターマン』第26話では他のゲスト キャラにほとんど台詞が無い中、「いつか逆転してやるからな!」と叫んでいた。
千葉工業大学の未来ロボット技術研究センター所長で、工学博士の古田貴之はインタビューの中で開発者として尊敬する人物として、コスイネンを挙げ「自分の永遠のヒーロー」と語っている。

キョカンチン
声 - たてかべ和也
課長。30歳。独身。コスイネンと同様に、独身寮「オケイラ・コーポ」に住んでいる（第6話）。元は戦車隊所属の軍人で、生真面目な性格。上司に忠実で、常に「で、あります」と喋る。軍属出身らしく部下の挨拶が小声だと言い直させている（第1話）。大飯喰らいで、好きなものは花札とお酒。球四郎の紹介でお見合いを行っているが、ムンムンたちに台無しにされた（第19話）。小説版の設定では、本名は基幹 珍（きかん ちん）であるとされていた。
一人称は「自分」「俺」で、まれに「私」になることもあり、関西訛りが出る。第14話でムンムンとコスイネンが脱サラをめぐって対立した時は、間に立って双方を取り持つなど、気苦労も多い。第24話ではメカレスラー ブルカンチンと感覚がリンクしてしまい、「他人とは思えない」ということで彼が操縦した。第40話では経緯から彼だけ戦闘に連れて行かれなかった。
レスリングに転向したいという脱サラ願望がある。

##### 北部支社の社員
千波（）
声 - 二又一成
「ちなみに」が口癖。第40話で、同僚のセーコと社内結婚した。

ピーコ
声 - 横尾まり
いわゆるセクハラ要員で、コスイネンは彼女のパンティを毎日見ることが生き甲斐だという。

セーコ
声 - 青木和代
太めのOLで、顔と態度が大きい。第40話で、同僚の千波と社内結婚した。

OLさん
声 - 勝生真沙子
仕事もせず、鏡の前で化粧に勤しんでいる。本名は不明。

熟年さん（）
声 - 千葉繁 → 広瀬正志
本名は不明。勤務中に競馬新聞を片手に、競馬予想に勤しんでいる。

ヤング
声 - 千葉繁
本名は不明。名前にそぐわぬ肥満体質であり、第40話で千波とセーコの結婚式の幹事を務めるも「やっぱり信頼がある」と言ってライバル会社のタイムリース社に10mクラスのウェディングケーキの搬送を依頼するなど、時々自社の利益にならない行動を取ることもある。

窓際さん（まどぎわさん）
声 - 広瀬正志 → 龍田直樹
本名は不明。老人。

オトシマさん
声 - 勝生真沙子 → 鈴木れい子
中年女性社員。本名は不明。「いいわねェ、若いって。私なんてもう…」が口癖。

守衛
声 - 千葉繁 → 稲葉実
北部支社駐在の警備員。顔が骸骨のロボット。

##### 北部支社員の関係者
東北 アンナ（）
声 - 小宮和枝
コスイネンの妻。東北弁訛りが強い。第40話に登場した。金髪で、声は違うが、ムンムンと同じ顔である。極度の浪費癖があり、コスイネンはローンの支払いのやりくりに苦労している。コスイネン曰く「結婚した理由は、ムンムンと顔が同じだったから」。

ソーリャ
コスイネンとアンナの長男で、コーリャとは双子。第40話に登場した。

コーリャ
コスイネンとアンナの長女で、ソーリャとは双子。第40話に登場した。
ソーリャとコーリャの2人は生まれた時から、父親のコスイネンに似た「赤いドタ靴のような鼻」で、ムンムンから「薄汚い子供たち」と罵られていた。

#### オストアンデル西部支社
常に業績トップで、社屋は近未来的なデザインの高層ビルになっている。作中に登場する際、大半は支社長の隠球四郎のいる支社長室で、社内の様子に関しての描写はほとんど無いが、室内の様子から、コンピュータ導入の進んだ最新鋭のオフィスであることがわかる。
隠 球四郎（）
声 - 小滝進
第2話より登場した、エリート支社長。1956年2月29日生まれの26歳。若くして、オストアンデル西部支社長を任され、業績は全支社中で、常にトップである。キザで高飛車な性格で、クリーン悪トリオを小馬鹿にしており嫌味を言うことが多い。ただし会社やコン・コルドーに対する忠誠心は高く、サイキックロボット技術を手に入れてシャレコーベリース社が世界を支配することを目標としている。後半、特にコルドーやミンミンと一緒にいる時は「シビビーン」をしたり、「コケッ!」とずっこけたりするなど、ギャグ要員に回ることもあった。000からも「ノリやすい人だ」とも呆れられている。愛車のナンバーは「DP 756」。
間が抜けたクリーン悪トリオと違ってその行動は冷徹で隙がなく、彼ら以上の強敵としてイッパツマンを苦しめ続け、第30話では逆転王とイッパツマンをダイヤモンド弾丸で倒した。その後豪、ハルカとイッパツマンの関連性を追求していくうちに、サイキックウェーブの特性に気付き、サイキックウェーブ放射マシンでイッパツマンを一時的に手なずけることに成功したものの、最後までイッパツマンの正体を知ることはなかった。
中学と高校を優秀な成績で卒業し、名門ドエリート大学に進学したが、幼少の頃から肥満体型だったことにコンプレックスを抱いていた。大学在学中にダイエットを強行するが、無理な絶食で栄養失調に陥り、命を落としてしまう。葬儀が行われ、墓も建てられたが、コン・コルドーが自分の手駒にするため、球四郎の脳を摘出、それをアンドロイドボディに移植して、サイボーグとなった。その際に過去の記憶を全消去され、標準的な筋肉質の体型になった。
球四郎自身はこの事実を知らず、生身の人間では致命的な傷を負っても出血すらしなかったことを目の当たりにし、レントゲン検査の際に頭脳部分の映像から、サイボーグであることを知り、激しい衝撃を受けた（第56話）。一度は錯乱状態となってスパイ000が動揺するほどの大酒を飲み、自暴自棄に陥るが、自らの存在意義をイッパツマン打倒と決め、夜間のタイムリース社を海中飛行艇で急襲した後に出撃してきた弾丸ブースター号との空中戦の後機体を放棄、地上でイッパツマンと壮絶な素手の殴り合いを繰り広げるもクリーン悪トリオの応援（に見せかけた罵声）に気を取られた隙を突かれ、殴り倒されスパイ000に回収される。
その後、シャレコーベリース社を計画倒産しようとしていたコン・コルドーに「用済み」と言われ、解雇されるも球四郎は納得できず、再度イッパツマンに単身挑み、片手だけの少林寺拳法メカで三冠王と互角以上の戦いを繰り広げたが、正体を現したコン・コルドーに再び「用済み」と言われ、抹殺を宣告される。
逆上した球四郎はコルドーの宇宙船にミサイル攻撃を仕掛け破壊するが、自身もコルドーの超能力によってタイム空間へ飛ばされ、時空の狭間の中を永遠に彷徨うことになった。

スパイ000
声 - 鈴置洋孝
コン・コルドーが球四郎の元に送ったスパイ。超能力者で、タイムリース社に潜入して、球四郎に情報を流していた。コン・コルドーへの忠誠心は厚く、最終話ではコルドーによって洗脳されたハルカと共闘して、イッパツマンを追い詰めるが、トッキュウマンモスの鼻による攻撃で、沼に転落した。その後の生死は不明。

#### 本社・会長周辺
コン・コルドー
声 - 肝付兼太
シャレコーベリース社の会長。67歳。中国服を着た老婆。「いないいないバババー」と現れては、クリーン悪トリオにタイムリース社の営業妨害を行うように指令を下し、定番の台詞を残して去ってゆく。第31話だけ赤い衣装を着ており、イッパツマン粉砕後だったこともあって機嫌が良かったので光の中へ消えた。
コミカルな外見とは裏腹に冷酷非情な経営者としての一面も持っており、優秀な社員は厚遇し、無能な社員でも実績を上げれば相応に評価するが、実績の上がらない者には月例支社長会議で茶も出さないなど冷遇する。自分の意に沿わない社員に対しては排除を行い、社員の離反に対しては容赦なく徹底的に処罰する。第57話では隠球四郎が反旗を翻した報いとして、彼をタイム空間へ消し去った。
正体は地球人の宇宙進出阻止を目論む宇宙人であり、普段は変身術で、コン・コルドーとミンミンに化けていた。作品開始の8年前に、ヨウトホエール岬の近海に飛行可能な人工島を作り「1200番目の別荘」と称して、本拠地にしていた。背が低く大きな頭と先端に丸い部分の付いたカタツムリを思わせる2本の触角を持つ。
シャレコーベリース社の倒産後は8年前に、既に洗脳していたハルカを使い、ロウバ山周辺におびき出してイッパツマンを無力化し倒そうとするが、失敗。宇宙船で逃げ出そうとするところを三冠王が放った、三冠アームガンで撃墜され爆死した。
彼女がサイキックロボットのノウハウを手に入れ、地球人の宇宙進出を遅らせようとした理由について、本人は自らの行動を「宇宙の意思」と称し、「物質欲の塊である地球人が宇宙に進出すれば、宇宙の秩序が乱れる」と語っている。

ミンミン
声 - 土井美加
第16話より本格的に登場した、コン・コルドーの孫娘。オストアンデル北部支社に押しかけ、社員となり、クリーン悪トリオに同行するようになった。
傍若無人で、天真爛漫な性格の少女。ムンムンを「お姉様」と慕う。羞恥心をあまり感じず、人目を気にせずに裸や下着姿でいることが多い。
職責として、クリーン悪トリオと常に一緒にいるわけではないので、気ままな行動を取り、会長の孫娘だけあって金には困らず、金欠のコスイネンとキョカンチンに昼食をおごるなど面倒見は良いが、毒舌である。イッパツマンに一目惚れし、時にはイッパツマンをかばったり、サインをねだる描写もあった。クリーン悪トリオとしての姿では一見すると頭部はヘルメットのような物をかぶってはいないが、第28話で磁石メカに頭を吸いつけられていることから特殊な形のゴーグルは金属の部品で固定されていることが分かる。
終盤にかけて不審な行動が目立つようになり、最終話では、今市の持ってきたつづらの中から出てきたほどである。その正体は、コン･コルドーの変身した姿であった。
- 名前の由来は、スタッフがアフレコ終了後に通っていた中華料理店から。

### マシンフレンド社
シャレコーベリース社特約下請けの巨大メカ製造工房。コスイネンの設計要求に基づき、巨大メカを製作している。社名の由来は本作品の制作に携わった、アニメフレンドから。
今井 市郎（）
声 - 千葉繁
第32話より登場した、マシンフレンド尼崎第三工場長。通称「今市」。巨大メカ製造を担当しており、前期に登場した戦闘ロボット「レスラーメカ」と後期に登場した「スポーツメカ」を開発し、コスイネンの要請に応じて、戦いの現場へ送っていた。
しかし、腕前は今一つで、荷物は発送する際にバラバラと部品を落とす（巨大なナットやネジが飛んできて、今市が潰される）、大き過ぎて、タイムホールに入りきれずに巨大な足型メカで無理やり押し込むなど、まともに発送されないことが多く、その際に「イマイチだな」と言うのが定番である。
水中呼吸用のアクアラングを配送し忘れたために息継ぎの隙を突かれて敗北した「水泳メカ」、走行中にネジが外れて分解した「マラソンメカ」など、敗北の原因をたびたび作っている。しかし、コスイネンが前のメカの製作費を滞納していたがために安物のワイヤーを掴まされ、腕のワイヤーが戦闘中に切れて敗北した「アーチェリーメカ ダイアタリー」の例もあり、今市だけの責任とは単純に言い切れない部分もある。
妻のモモエ（声 - つかせのりこ）に頭が上がらない。他に、今市を”棟梁”と呼ぶ助手のトメ（声 - 稲葉実）がいる。
コスイネンとはお互いに「市っつぁん」「コッチー」、あるいは「コスの旦那」と呼び合う仲だったが、ごくたまにメカの能力と完成度に不満のあるコスイネンと、料金を払ってもらえない今市の仲が険悪になった時もあった。第57話では球四郎に「2倍の額を払う」と言われ、コスイネンの発注で製作していたメカを球四郎に渡してしまったりもしている。しかしシャレコーベリース社倒産後も互いを罵倒し合うような関係にまでには至らなかった。球四郎からは「今ちゃん」と呼ばれている。
語尾に「でヤス」とつけて話すことが多い。

### その他
ささやきレポーター
声 - 富山敬
「あっちでボソボソ、こっちでボソボソ」のフレーズで現れ、中継を行う小柄のレポーター。大柄な小山カメラマンとのコンビで、数話にゲスト出演。第41話ではトッキュウイモムシに搭乗して、レポートを行った。初出は『ヤットデタマン』。

小山カメラマン
声 - 稲葉実
ささやきレポーターとコンビで登場する大柄なカメラマン。第52話では、シャレコーベリース社創立記念日に開催される鑑賞会の来賓席に、家族ごと招待されていた。このとき顔が映ったが、眼鏡をかけたのっぺら坊に描写されている。ミンミン曰く、「コルドー会長の親戚筋」。初出は『ヤットデタマン』。

オタスケマン
声 - オタスケマン1号：水島裕　オタスケマン2号：島津冴子
第41話にゲスト出演。前々作『タイムパトロール隊オタスケマン』の主人公。歴史の改変を防ぐために、オタスケサンデー号に乗って登場。ラン達とクリーン悪トリオが去った後は原典と同様のバカップル振りを披露した。
オタスケマン1号・2号の登場シーンではコスイネン・ムンムンがそれぞれセコビッチ・ドロンジョ（ともに歴代三悪のキャラクター）に扮装するシーンがある。

ナレーター
声 - 鈴置洋孝
サブタイトルの読み上げとCM後のアイキャッチコールも担当している。ごくまれに、クリーン悪トリオにツッコミを入れることもある。次回予告は「絶対に見逃せないぞ、なっ!」が決め台詞だった。

## 登場メカ

### タイムリース社のメカ
ホームベーサー
タイムリース社社屋の地下に接続されている、イッパツマンとそれに関連する全ての保守点検・研究開発が行われている秘密基地。弾丸ヘッド号や弾丸ブースター号を高速で目的地に送り出すための二門の大砲を備えている。一門は時間移動を伴わない移動用、もう一門は時空移動用の次元砲である。海面からの高さは270m。
底部には緊急避難のためのキャタピラが備えられており、部外者がタイムリース社社屋から侵入しようとした場合や、攻撃を直接受けた場合は社屋から分離する。しかし第56話にて隠球四郎の奇襲に遭い存在を知られてしまった（球四郎自身はタイムリース社を襲撃に来ていたが、「こんなところにあったのか!」と彼自身も驚きを隠せずにいた）。

トッキュウザウルス
ランたちがタイムワープに使う、恐竜型のタイム運搬メカ。尻尾に繋いだ、カーゴユニット（トッキュウトレーラー）にリース品を積み込む（大型の物は専用の卵形のコンテナに格納されてから類似型のユニット上面に積み込まれる。通常型との差異は上部透明フード部分の有無）。時間移動時には各部がパズルのピースのようにバラバラに転移していき移動を完了する。
乗り降りには口部分の底面が開いて昇降用エレベーターが下りる。装甲は頑強で、コスイネンが対戦車用の特殊閃光弾を、キョカンチンがバズーカ砲をコクピットの特殊装甲ガラスに撃ち込むが無傷で、ハル坊が彼らにアッカンベーをしていた（第27話）。ただしキャノピーガラスは特殊な強化ガラスなだけでありシャレコーベバギーの機関銃で貫通される場合も。そのため逆転王への変形機構を利用してシャレコーベバギーの攻撃から回避するという描写もあった。
腕と胴体の部分が分離後に残った部分はトッキュウトレーラーを収納変形して、リリーフドンとなる。材質は逆転王のボディと同じ特殊合金で作られているらしく、第27話では地底からマグマに噴き上げられたが全く溶融していない。
最終話のラストシーンで修復しており豪が整備を手掛けている。

弾丸ヘッド号（）
ハル坊がピンチ通信でイッパツマンを呼ぶと、ホームベーサーより出動時に射出される小型飛行メカ。一定のシークエンスの下でイッパツマンが乗り込んだ後、射出シリンダに砲弾のように装填され発進待機状態となる。機首カナード翼である衝角に当たる角部分は鋭利な刃物として使用でき、第10話ではレスラーロボの触手からイッパツマンを救出する際に使用した。出動時はコントロールルームの野球盤状メカでホームランが出てから射出されるが、このシークエンスは第20話以降は省略されることが多くなった（サンパツマン出動時コスイネンがこれの一部を模倣していた）。逆転王の頭部となる。合体時のパターンは2種類ある（後述）が回転方向は右回転固定である。
第32話ではタイムリース社の整備基地内で弾丸ヘッド号が修理されていた。このことがランとハル坊、2-3がイッパツマンについての真実を知るきっかけとなっている。

逆転王（）
イッパツマンが操縦する巨大ロボット。トッキュウザウルスの腕と胴体の部分が分離。変形後に、イッパツマンが操縦する戦闘機の弾丸ヘッド号と合体する。両腕をT字に開いた状態でイッパツマンとレスラーメカの間に割り込みレスラーメカを一蹴した胴体部にイッパツマンを回収した弾丸ヘッド号と合体するのが定番フォーマット。操縦者のイッパツマンが行う合体完了時の名乗りは「逆転王、見参!」。弾丸ヘッド号の合体は正面型（180°回転）と側面型（90°回転）の2パターンがある。また、トッキュウザウルス状態の手首から逆転王の手首への変形は描写されていない。
胸部のダイヤモンドで、空気中のイオンを合成し、武器を召喚（または成形）する。レスラーメカへのとどめをバックブリーカーなどのプロレス技で刺すことがある。空中高く放り投げた敵を正拳突きで倒すこともある。第13話以降は勝利の後「逆転王!!」の名乗りを上げる場合もあるが回数はさほど多くなかった。ボディは特殊合金で作られておりマグマの熱にも耐え、通常の金属の刀剣であれば突き通すこともできない。第27話では口部分が開いて風を巻き起こす場面もあった。
第30話で、隠球四郎がライフルから放ったダイヤモンド弾丸を眉間に受け、コクピットの変形システムを破壊された。
武器・技
魔伸棒（）
最もよく用いられる武器。両端に槍がついた無数の関節で構成される伸縮自在の多節棍。打撃武器として用いる他に先端部で突き刺し、ぶん投げるなど、さまざまな応用ができる。
正義刀（）
青龍刀のような剣。重さがあり、さらに切れ味もあるため、切断能力は高い。第7話では横一線薙ぎの瞬間連続輪斬り「逆転一発斬り」、第19話では袈裟斬り「必殺逆転斬り」を披露した。初期は「正義刀、見参!」と見得を切っていた。
逆転シールド（）
キャッチャーマスク風の装飾が施された盾。
逆転王 ブレストファイナルタイフーン
胸部のダイヤモンドが紅光して、高エネルギーを敵メカに放出。瞬時に敵の攻撃を防ぐ。第15話で使用した。
大逆転光線（）
第8話で使用した、胸部のダイヤモンドより発射される破壊光線。破壊力が高いため、クリーン悪トリオを殺さないように敵メカへの攻撃には使用されず、敵メカが発射した大型爆弾を消滅させるために使用された。
探索レーダー
第6話で使用した、頭部の頬の部分が光る探索レーダー。

トッキュウマンモス
使用不能のトッキュウザウルスに代わり、第31話より登場した、マンモス型のタイム運搬メカ。リース品は背中のカーゴスペースに積みこむ。搭乗は鼻先のハッチカバーが開き、伸びる折り畳み式のタラップで機内に乗り込んだ後、バキュームでエアチューブを引き上げられてコクピット内へ誘導される。時間移動時には一度機体が浮き上がってから光となって消える描写がされている。
車輪駆動のトッキュウザウルスと異なり、四足歩行で進行するが、ホバリングによる走行が可能であり、空を飛ぶこともできる。弾丸ブースター号と同等の速度で、長距離を飛行することも多い。
イッパツマンの危機信号（ヘルメットのバイザー型の赤い光）を受信すると前脚の膝部分がハイライトで光る演出が入る。その後本体上部の牙や鼻が格納されるなどのプロセスを経てリリーフカーとなり、三冠王を援護する。コクピットに残った2-3が操縦を担当。背部カーゴハッチを開けて、三冠王を上に乗せて移動することが可能である。
弾丸ブースター号（）
損傷した弾丸ヘッド号に代わりイッパツマンの新たな足となる中型機。機体幅は弾丸ヘッド号より若干広く、機体側面の円月状ウイングは通常収納してホームベーサーの射出装置に装填される。ウイングは射出後展開し弾丸ヘッド号以上の速度と機動性を有する。三冠王の頭部及び三冠王の背部ランドセルになる推進ブースターによって構成されている。主武装は機体上部の2門のレーザー銃。翼の円月ウイングは同サイズの飛行メカの機体を切断できる硬さと鋭さを持ち、実際に球四郎の円盤メカを両断している。
弾丸ヘッド号同様にイッパツマンを救い出してから三冠王のボディに合体することもある。

三冠王（）
声 - 稲葉実
逆転王に代わり、第31話より登場した巨大ロボット。トッキュウマンモスの銃座と本体上部が分離。残った本体下部は変形後に、豪の変身した新イッパツマンが搭乗する戦闘機の弾丸ブースター号と合体する。合体完了時は三冠王自身が、｢三冠王飛来、ここに参上!｣と名乗る
AIを内蔵しているため、イッパツマンが操縦しなくても行動することが可能である。
白兵（近距離）戦タイプの逆転王と異なり、主な武装は大小の銃火器で、空中戦にも対応している。ただし白兵戦が全く苦手というわけでもなく、時には自ら接近戦を挑んだり敵ロボットの武器を使いとどめを刺す武器返しの技を披露する時もある。逆転王以上に勝利時に名乗りを上げることが多い。
逆転王とは違い、胸にダイヤモンド状の合成装置はないが、武器の召喚は逆転王と同様にイオンから形成される。
武器
三冠アームガン（）
必殺の威力を誇る、ビームライフル。劇中では最も多く使用されており、後期オープニングではコスイネンに対して発射している。
呼称揺れが大きく作中では「三冠王アームガン」または単に「アームガン」と呼ばれることもあった。
三冠トマホーク（）
大型の斧。ブーメランとして投げつけることも可能。
三冠ミサイル砲
左右の胸に合体した連装銃座から射撃を浴びせる。名称はミサイル砲だが、実際は機関砲で、対ミサイル用砲座である。その性能を発揮して飛び道具を撃墜するなど、イッパツマンと三冠王の危機を救うことが多い。第51話では戦艦の主砲並みの威力に描写されていた。
銃座には三冠王変形時にトッキュウマンモスよりシート移動で送り込まれたランとハル坊が搭乗している。ランが出奔した時にはハル坊が1人で両方の銃座を操作していたところから一方の射撃手が負傷し操作不可能になった場合にはもう片方でコントロールすることが可能になっているようである。
三冠トマホーク（）
マンモスの顔の骨のような形をした盾。
三冠炎熱ブースター
立膝を付いてしゃがんだ三冠王が、弾丸ブースター号の主翼にあたる背部の三日月型ウイング左右を、炎熱エネルギーを放出させながらブーメランのごとく飛ばし、敵メカを両断する。終盤の第46話で手持ち武器2種を破壊された三冠王が、奥の手的に使ったのが初出。その後は、第49話で空中に放り投げた空手メカに対して使用した。

#### その他のタイム運搬メカ
トッキュウモモイロネコ（以下、第41話に登場）
トッキュウペリカン
トッキュウカンガルー
トッキュウドッグ

### シャレコーベリース社のメカ
シャレコーベバギー
クリーン悪トリオの専用マシンである、三輪バギー。第1 - 11、13 - 27、29、30話で使用した。
主武装はマシンガンで、ミサイルランチャーなどを搭載して登場することもある。第23話では機体天面よりローターを出しコクピット部分のみがヘリコプターとして機能している。トッキュウザウルスを妨害するには十分だが、イッパツマンが登場すると抵抗できない。乗り込み口は車体後部にある。
破壊されたり、ピンチに陥るとコクピット部が分離し、北部支社内の基地から転送される巨大メカと合体する。ただし、タイムワープを自力で行うことができず、タイム落とし穴を使って、ワープする。その際に慣性によりコクピット内で一味が宙に浮く『タイムボカン』での時間移動時の重力異常状態シーンを思わせる描写がある。基本的にコクピットが破壊される描写は無いが第10話は逆転王の容赦ない攻撃によりコクピットブロックが一刀両断されるという憂き目にあった。並のメカより耐熱性のある金属で作られているらしくコクピットブロックは噴き上げるマグマの熱でも融けなかった（第28話）。
OVA 『タイムボカン王道復古』ではクリーン悪トリオの愛機として再登場し、ミレンジョ一味を食い止めるために逆転王を呼び出して大巨神と戦わせたが、結局、逆転王に破壊されてしまう。

シャレコーベフォーミュラ
第12話で使用したトッキュウザウルスとのリース競争に勝つべく投入された、四輪のフォーミュラカーに似たマシン。製作者、操縦者はコスイネン。
主武装は先端に装備された大型カッター。シャレコーベバギーと同様にコクピット部が分離し、巨大メカと合体する。

ワンタッチモビルスーツ
コスイネンが第27話で使用した対イッパツマン用強化アーマードスーツ。見かけは鈍重そうだがイッパツマンの能力でも視認できないほどの速度を誇る。
イッパツマンとパワー合戦をし圧倒するが、最終的には逆転王の両拳でスーツだけ握り潰された。

ドンコウシャレコーベ
第28話で使用したトッキュウザウルスに酷似したマシン。コスイネンが、シャレコーベバギーの代用マシンとして製作した。
サンパツマン（コスイネン）の額のVマークのスイッチを押すと搭載されている小包状に梱包された、大逆転王のボディを発進させる。

偽弾丸ヘッド号
第28話でサンパツマン（コスイネン）が使用した弾丸ヘッド号に酷似したマシン。イッパツマン同様にコクピットに乗り込んでからタイム落とし穴で出動する。
弾丸ヘッド号同様にランディングギアなどはなく、サンパツマンの手前で半ば胴体着陸のように着陸してサンパツマンを回収して、その後大逆転王のボディと合体する。作中では名称については言及されていない。

大逆転王
第28話で登場した対逆転王用メカ。サンパツマンを回収した偽弾丸ヘッド号と合体し起動するが、実際のコクピットは胸部分にある。
魔伸棒のような武器で逆転王に殴りかかるが、棒の節毎にバラバラになってしまう。次に逆転王の正義刀に対抗して出刃包丁のような刀「アコギ刀」で逆転王の左胸を突き刺すが、ぐにゃぐにゃに曲がり通用せず、止めを刺された。

瞬間硬化弾
第30話に登場。

シャレコーベダチョウ
第31話より登場したクリーン悪トリオの新専用マシン。イッパツマン撃破のご褒美として、コン・コルドーより与えられた。
シャレコーベバギーと同様にコクピット部が分離し、巨大メカと合体する。空を飛ぶことが可能だが、空中を高速で飛行することができない。
発進は社敷地内のミキサー車のドラム部分に偽装された射出口より行われる。タイムワープを自力で行うことが可能で、シャレコーベバギーに比べ、性能は向上しているがイッパツマンが登場すると対抗できない。第40話のみ、隠球四郎が一時的に使用した。
武装は頭部に内蔵された小型のビーム砲、尻部に内蔵された卵形ボムなど。

ピロコ
声 - 植竹真子
第37話に登場した女性型ロボット。
ボールを探しに来た2-3を言葉巧みに誘導して拉致した後、機能停止させられた2-3にコスイネン達がスパイカセットを組み込んだ。それによりハル坊がピンチ通信を発してイッパツマンを呼ぶことがばれ、第38話ではそのデータを利用してピンチ通信の傍受に成功している。

#### レスラーメカ
クリーン悪トリオの戦闘ロボット。小包状に梱包された状態で、タイム落とし穴に放り込まれて送られてくる。到着後、シャレコーベバギーのコクピットが合体し首をネジの要領でねじ込んだ後に梱包が燃え上がり、その姿を現す。第1 - 26、29、31話に登場した。第31話のみ、シャレコーベダチョウのコクピットと合体し、三冠王と死闘を繰り広げた。
外見は今までの悪玉メカと大きく異なり、モチーフになっているものをデフォルメしている。劇中では名前が無いメカも有った。

#### スポーツメカ
三冠王の登場に伴い、パワーアップした、クリーン悪トリオの戦闘ロボット。レスラーメカと同様に小包状に梱包された状態で、タイム落とし穴に放り込まれ送られてくる。到着後に、シャレコーベダチョウのコクピットと合体する。第32 - 57話に登場した。第57話に登場の少林寺拳法メカのみ、隠球四郎が操縦するタイムマシンと合体した。
さまざまなスポーツをモチーフにしている。ムンムンやコスイネンの夢の中にのみ登場したメカもある。物語の後半はドラマ部分に尺が割かれたため、活躍する場面は物語がクライマックスに近づくにつれて、短くなっていった。終盤は予算が足りなくなったため、未完成のメカで出撃することが多くなった。その結果マラソンメカは下半身のみ、少林寺拳法メカは右手首のみの登場になった。

#### 隠球四郎のメカ
タイムマシン
隠球四郎が乗る、2人乗りのエアカー型のタイムマシン。飛行機能と航空機銃を備え、空戦性能を持つ。クリーン悪トリオのスポーツメカと合体することもできる。

ダイヤモンド弾丸
第30・32話に登場。

ゴリラメカ（仮称）
第50話に登場。タイムリース社の第1工場を襲撃したが、本当の目的はイッパツマンの秘密基地（ホームベーサー）の位置を暴露させるための囮のメカである。
炎を吐くことができるが、トッキュウマンモスの敵ではなく、逆に串刺しにされて破壊された。

円盤型メカ
第50話に登場。ピンチ通信を傍受しイッパツマンの秘密基地（ホームベーサー）の位置を探知するのが目的のメカ。
ピンチ通信の傍受には成功したがホームベーサーが海底を移動していたためレーダーで位置を特定することが出来なかったため出撃後の弾丸ブースター号と直接対決、円月ウイングで切り裂かれ破壊された。

マイクメカ
声 - 千葉繁
マイクに手足の付いた卓上ロボットでコルドー会長の来訪を伝える。非常に口が悪い。

レイケツナイト
第53･54話に登場。チチハハ湖底の国際平和機構の基地を襲撃した。本当の目的はイッパツマンを誘い出すための囮と用済みとなったクリーン悪トリオの抹殺である。
武器は苦無状の短剣と両肩に装備された連射可能なレーザー砲で、迎撃してきた戦闘機多数を撃墜した。体内は10分しかもたない燃料（切れたら自爆する仕組み）のほか、なぜかトイレとキッチンが備わっている。
その正体は巨大オロカブであり、制限時間が近づくにつれて鎧が剥がれ、最後に正体を現して「愚かーブ!!」と叫んで自爆した。

海中飛行艇
第56話に登場。出動前のタイムリース社を襲いイッパツマンをおびき出す予定だったが、海底で偶然発見したことでホームベーサー基地を襲撃した。水中で弾丸ブースター号との接近戦となり空中での撃ち合いの後、球四郎は機体を放棄した。水中でも威力の落ちないビーム砲を2門備えているがホームベーサー基地には威嚇程度にしかならなかった。

#### コン･コルドーのメカ
宇宙船
コルドーが乗る大型の円盤型の宇宙船。8年前に、ヨウトホエール沖の150km付近に飛来。人工島に改造し、ここを拠点に活動を開始した。
瞬間移動能力を備え、第57話で、隠球四郎の操る少林寺拳法メカの攻撃で破壊されたと見せかけ、バレルトコマール山脈のロウバ山に移動した。最期は三冠王の三冠アームガンによって破壊された。

### ワンポイントキャラ / コクピットメカ
イケマスイタチ
声 - 鈴置洋孝
クリーン悪トリオの攻勢時、メカ戦優勢時などの調子の良い時に「えー、願いましてーはー」とそろばんを弾きながら登場する、関西商人（あきんど）風のイタチ型メカ。前述の台詞の後にニヤリと笑って「こら行けまっせー!」と続けるが、明らかに劣勢の時は、「こらあきまへんなー！」と冷やかす場合もある。第32話でムンムンが真似たことがある。

女子高生（じょしこうせい）メカ
声 - 原えりこ、横尾まり、青木和代
逆転王と三冠王が登場した際に出てくる、3体の女子高生型メカ。たまにイッパツマンが登場した時に出てくることがある。順番に1人ずつ「うっそー!?」「ほーんとう!」「かーわいい!」と叫ぶ。叫ぶ順番は回によって異なる。
1982年 - 1983年の放送当時の女子高生に実際に多用されていた話し方をそのまま劇中に取り込んだもの。第27話では漫画の世界の次元に合わせ、赤ん坊化している。第8話では男子高校生型の同様のメカ（多少のツッパリ要素入り）が登場、第52話では、メカではない人間の女子高生トリオが登場した。リメイク版『ヤッターマン』にも登場しているが、こちらは放送時期に合わせた2000年代風のいわゆるギャル語である。

おばさんメカ
クリーン悪トリオに対しての冷やかしを担当する、3体の中高年のおばさん型メカ。女子高生メカと比較すると出番が少ない。

びっくり主水（びっくりもんど）
声 - 千葉繁
物語中登場キャラが驚いたときに登場するキャラクター。容姿は頭の上に栗（びっクラ〈クリ〉）が載った下駄（たまゲタ）のダジャレで、セリフも「えーぇ、エッ!? 　びっくらたまげたもんざえもん!!」である。作中に登場するワンポイントキャラ中、登場する頻度が高い。コルドーが、このキャラのパロディを演じたこともある。
OVA『タイムボカン王道復古』ではEDにて、もんざえもんと表記されていた。

くちびるメカ
声 - 千葉繁
びっくり主水と同様に登場キャラが驚いたときに登場するキャラクター。大きな口にパッチリ開いた目と短い手足がついた姿をしている。開いた口の中には必ず「あ」もしくは「え」（エッと驚いたとき）の文字が入る。アッと驚いたときに現れる。まれに「い」や「お」の場合もある。

子々竹破多子（ここだけはだし）
声 - 秋山るな
第17話より登場した、五本指が家族の顔になっている足のキャラクター。名前とデザインは「はなし → 裸足」にひっかけたダジャレ。物語中で視聴者に説明が必要な場合に登場し、親指（お母さん）が「ここだけの話」と、他の指（家族）や視聴者にだけわかるように解説し、他の指は「うん、うん」と相づちをうつ。

暗い天使（暗いホタル）
声 - 小原乃梨子
物語中に「暗い、暗いなー」のセリフとともに、暗い背景をバックにズボン（パンツ）を下ろして、お尻を光らせる。クリーン悪トリオの貧乏に満ちた暗い哀愁を表現する、ネクラな性格の蛍風天使型キャラクター。びっくり主水同様、登場する頻度が高い。作中、一度だけだがミンミンもこれのモノマネ（パンツを出した状態の尻を正面に向け、「暗い、暗いなー」と言いながら尻を振って、最後にパンツを光らせた）をやって、クリーン悪トリオにシビビーンをさせたことがある（第28話）。
その後『イタダキマン』の第4話にも登場している。

オロカブ
声 - 横尾まり
クリーン悪トリオが進退きわまり、あとはやられるだけ、あるいはやられた直後、メカが爆発する寸前に登場する、着物を着たカブ（野菜）型のメカ。セリフは「愚か…ブ」であり、「愚か」と野菜の「カブ」を掛けている。前作『ヤットデタマン』から引き続いての登場。
本作品では主に座って肘掛けに肩肘を着き、扇子を掲げる（これは『ヤットデタマン』でも1回だけ使用されたことがあるバージョン）など、さらに退廃的なキャラクターになった。オープニングで着物が脱げたり、メカ爆発時にパラシュートで降りてきたり、恐竜の卵の中から出てきたり、入浴中やレオタード姿のバージョンもある。爆発後に幾度か全身が焼けた姿で口から煙を吐いてオチを付けたことがある。第8話ではクリーン悪トリオと同じ姿の幽霊に扮したこともある。第54話では、レイケツナイトの外装が剥がれて登場し、直後に「愚かーブ!!」と叫んで自爆した。
通常メカ戦に関係してしか出て来ないが第22話では「人間やめて」コーナーのオチを取るという登場の仕方をした。
その後『イタダキマン』の第18話、OVA『タイムボカン王道復古』、『タイムボカン2000 怪盗きらめきマン』にも登場している。リメイク版『ヤッターマン』にも登場しているが、コスチュームが若干異なっている。
OVA『鴉 -KARAS-』には、オロカブに似た姿の妖怪が登場している。

ブタ
声 - 富山敬
おだてブタから発展した雄ブタ型のメカで、バリエーションは概ね「ことわざ」をネタにしている。主に、クリーン悪トリオの冷やかし担当。スーパーマン風の格好をした「スーバートンブタ」のバリエーションもあり、OP、EDに登場。第15話では、トッキュウザウルスのコクピットにまで登場した。

そりゃソーダ
声 - 龍田直樹
第22話で初登場した水夫のキャラクター。「そうでしょ?」と問いかけると現れ、ソーダを飲み干して、顔をソーダ色に染め「そりゃソーダ、ん、ん」と言って頷く。

ヤカンメカ
声 - 小滝進
第13話より登場したやかんに目がついたメカ。主にイケマスイタチに続いて出現し、「あかんやかん、あかんがな〜!」と叫ぶ。後に、リメイク版『ヤッターマン』にも登場している。第32話でミンミンが真似たことがある。

救われないドジョウ
ドジョウすくいをやっているドジョウ。「はぁ〜、救われない…」というダジャレで、クリーン悪トリオがつまづくことを暗示する、冷やかしキャラクター。神父ブタとコンビで登場することも。

結ばれないタコ
声 - 秋山るな
「結ばれない」と言いつつ、複数の紐を結ぼうとしているタコ。ミスターX（豪）に横恋慕のムンムンが恋愛に対し、つまづくことを暗示する、冷やかしキャラクター。第41話に登場した。

ヤンバルクイナ
声 -土井美加
放送前年の1981年に新種として発見された、沖縄固有の飛べない鳥。劇中では「ヤンバルクイナ、ヤンバルクイナ」と鳴く。クリーン悪トリオがなにかと格好をつけたがるが全然決まらない情けなさを表現する、冷やかし系キャラクター。
主にギャグが決まらず、シビビーンに失敗したときに登場し、「飛べない飛べない」などとクリーン悪トリオが自嘲する。「飛べない」にひっかけたダジャレである。次作の『イタダキマン』では、EDテーマにもネタで使われている。

人間やめて おじさん
声 - 肝付兼太
各話の最後で、クリーン悪トリオがヤケ酒をあおっている時に「人間やめて、どうするの!?」と言って、銅鑼を叩く。「人間やめて、何になる!?」が定番コーナーであるため、コーナー化以前の最初期や第25話、終盤を除き、ほぼ全話に登場した。

## 用語
サイキックウェーブ
豪とハルカが身に付けた、一種の念力波。物語の序盤で可能性が示唆され、新イッパツマンの登場と共に明らかになった。

サイキックロボット計画
国際平和機構とタイムリース社が共同で進めていたプロジェクト。物語の終盤で、コン・コルドーを倒す目的の一つとして、このプロジェクトの実現が掲げられていた。サイキックウェーブで、サイキックロボットを自由にコントロールして、人間の力では不可能な宇宙開発作業を容易にすることができるはずであった。
計画は完成まで扱ぎ付けたが、ノウハウはハルカの裏切りによってコン・コルドーに渡り、ハルカ自身もイッパツマンとの対決の末に失踪した。責任者のヒゲノ部長も辞職してしまったため、計画の去就は不明。

## スタッフ
- 製作 - 吉田健二
- 原作 - タツノコプロ企画室（連載誌 - 『てれびくん』、『小学館学習雑誌』）
- 企画 - 九里一平（タツノコプロ）、岡正（フジテレビ）
- 音楽 - 神保正明、山本正之
- 担当ディレクター - 植田秀仁
- シリーズ構成 - 小山高男
- メインキャラクター - 天野嘉孝
- メカニックデザイン - 大河原邦男
- 美術デザイン - 岡田和夫
- 総監督 - 笹川ひろし
- プロデューサー - 井上明（タツノコプロ）、岩田弘（アニメフレンド）、内間稔（読売広告社）
- サブキャラクター - 上北実那、上北希沙
- 録音制作 - ザックプロモーション
- 録音ディレクター - 水本完、清水勝則
- 効果 - 加藤昭二（アニメサウンドプロダクション）
- 録音 - 金子芳博
- 現像 - 東京現像所
- 制作担当 - 山田良一、佐藤直人、中村正雄（アニメフレンド）、大野実（読売広告社）
- 制作デスク - 佐藤直人
- 制作 - フジテレビ、タツノコプロ

## 主題歌・挿入歌
オープニングテーマ - 「逆転イッパツマン」
作詞・作曲 - 山本正之 / 編曲 - 神保正明 / 歌 - やまもとまさゆき、ピンク・ピッギーズ
作曲を手がけた山本は、同曲を「歌舞伎」のイメージで作曲したという。
第31話まではOPのラストで、コスイネンが「いつか逆転してやるからな」と叫ぶと、振り下ろされた正義刀で、ムンムンのスーツが切られ、胸が露わになったムンムンは「イヤ〜ン」と叫んでいるが、第1話のみセリフがなかった。
OP画像の変更に伴い、第32話より、コスイネンが「（三冠王を指して）こういう方もおられるんですよ」と皮肉たっぷりの口調で言うと、上から被せられた、三冠アームガンで黒焦げにされ、「イケズ…」と言うラストに変更された。
- テロップでは前後サビ部分はそれぞれ「パッ、パッ、パパパパパーパパパパッ!」「パッパッパッパッパーッパッパッパッパッ!」と表示されているがどちらも実パートでは「パッパッパッパッパッパッパッパッパッ!」と歌われている。第32話より後半のみ「パッ!パッ!パッ!パッ!パッ!パッ!パッ!パッ!パッ!」に訂正された。

番組終了後も、同曲は以下の通りプロ野球選手の応援歌としても用いられた。
- オリックス・ブルーウェーブの高橋智（外野手 = 当時）
  - 高橋の退団後、歌詞を改変しチャンステーマ「ジャンプ」として引き続き使用されている。

- 大阪近鉄バファローズの北川博敏（内野手 = 当時）
  - 2003年から打席に入る際の登場テーマ曲として使用。2001年に代打逆転サヨナラ満塁ホームランを放ち、かつ近鉄の優勝を決めたことに起因してのものである。

- 上記2球団が2005年に合併して「オリックス・バファローズ」となってからは、北川の登場曲としては得点圏での出番で2012年引退まで使われた。またチャンステーマとしては北川の引退後も使用されている。

エンディングテーマ - 「シビビーン・ラプソディ」
作詞・作曲 - 山本正之 / 編曲 - 神保正明 / 歌 - やまもとまさゆき、ピンク・ピッギーズ
「シビビーン」とは関根勤のギャグの一つでもある。山本は関根に許可をもらってこのフレーズを使った。
クリーン悪トリオが劇中ずっこけた際に、画面中を縦横無尽に飛び回るリアクションと共に使われている。このシーンはリメイク版『ヤッターマン』でも、ヤッターマン1号・2号とドロンボー一味がずっこけたときに登場することがある。
挿入歌
逆転王（三冠王）のテーマ - 「嗚呼! 逆転王」
作詞・作曲 - 山本正之 / 編曲 - 神保正明 / 歌 - やまもとまさゆき
逆転王のテーマとして制作され、合体シーンに前奏・間奏・後奏を編集したものが流れた他、勝利目前の活躍にメロオケ版のサビが使われた。ボーカル入りの使用は第29話のみである。
三冠王の登場以降は歌詞の「逆転王」を「三冠王」に置き換えた「嗚呼! 三冠王」が挿入されるようになる。こちらはボーカル入りが第31〜39、41・51話で使用。これは山本正之がアフレコ スタジオで即興で歌ったもので、正式な挿入歌としてはソフト化されていない。
後に発売された、サウンドトラックCDに同曲が収録されているが、ME素材（海外吹き替え用に声優の声のみ抜いたテープ）から抜き出した形で収録されており、三冠王合体時のSEが被さっている。
「トッキューザウルスの歌」
作詞・作曲 - 山本正之 / 編曲 - 神保正明 / 歌 - やまもとまさゆき、ピンク・ピッギーズ
トッキュウマンモスが登場してからは第52話を除き、イントロのみ使用された。
「タイムボカンの歌」
作詞・作曲 - 山本正之 / 編曲 - 市久 / 歌 - 山本正之、サカモト児童合唱団
元々は『タイムボカン』の主題歌。2-3のカセットの音楽として使用された。
「チュク・チュク・チャン」
作詞・作曲 - 山本正之 / 編曲 - 市久 / 歌 - 山本正之、サカモト児童合唱団
元々は『タイムボカン』の挿入歌。2-3のカセットの音楽として使用された。
「それゆけガイコッツ」
作詞・作曲 - 山本正之 / 編曲 - 市久
元々は『タイムボカン』の副主題歌。第26話で鬼ヶ島の鬼達による替え歌として使用された。
「ゼンダライオン」
作詞 - 松山貫之 / 作曲 - 山本正之 / 編曲 - 神保正明 / 歌 - 山本まさゆき
元々は『ゼンダマン』の挿入歌。2-3のカセットの音楽として使用された。
「わすれっこなしよ」
作詞・作曲 - 山本正之 / 編曲 - 神保正明 / 歌 - 放夢ラン（原えりこ）
元々は『ゼンダマン』の挿入歌。第25話にてトッキュウザウルスでの時間移動時に使用された。
「オタスケマンの歌」
作詞・作曲 - 山本正之 / 編曲 - 神保正明 / 歌 - 山本正之、少年少女合唱団みずうみ
元々は『タイムパトロール隊オタスケマン』の主題歌。2-3のカセットの音楽として使用された。
セルフカバー「逆転イッパツマン! 3C（スリーコーラス）」
作詞・作曲 - 山本正之 / 編曲 - 神保正明 / 歌 - 山本正之、ピンク・ピッギーズ / セリフ - 富山敬、鈴置洋孝（ともにライブラリ出演）
ナレーターの鈴置洋孝が2006年8月6日に逝去したことを受けて制作されたリメイク曲で、鈴置逝去直後に開催された、2006年夏のアニメイベント『ANIME JAPAN FES』で初披露され、2007年発売のオリジナルアルバム『才能の楽園』に収録された。
その際、2番までだった歌詞に、鈴置と13回忌を翌年（2007年）に控えた、豪 速九 / イッパツマン役の富山敬への追悼の意を表現した3番の歌詞を新たに追加。
アルバム版の間奏部分には、富山と鈴置の生前の台詞が挿入されている。
レギュラー陣では富山より前の1989年5月15日に、ハル坊役のつかせのりこが逝去している。声は挿入されていないが、イッパツマン（富山）の台詞はハル坊（つかせ）に話しかけるものが採用されている。

## 各話リスト
| 話数   | 放送日         | サブタイトル                   | 脚本                | （コンテ） 演出               | 作画監督 | 動画作監            | 美術担当   | 登場悪玉メカ(※)                       |
| ------ | -------------- | ------------------------------ | ------------------- | ----------------------------- | -------- | ------------------- | ---------- | ------------------------------------- |
| 第1話  | 1982年 2月13日 | ピンチ一発 大逆転              | 小山高男            | （笹川ひろし） うえだひでひと | 鈴木英二 | 塚本あつし          | 坂本信人   | イルミナー                            |
| 第2話  | 2月20日        | ライバルはすごいヤツ           | 小山高男            | （うえだひでひと） 藤原幸大   | 鄭雨英   | 塚本あつし          | 宮川佳子   | 名前不明(ピラニアン)                  |
| 第3話  | 2月27日        | 人間やめた悪トリオ             | 海老沼三郎          | 鴫野彰                        | 鈴木英二 | 塚本あつし          | 沢井裕滋   | 名前不明(コンボウメカ)                |
| 第4話  | 3月6日         | ひとめぼれミスターX            | 三宅直子            | （真砂智康） 古川順康         | 鈴木英二 | 波戸根良昭          | 坂本信人   | 女武芸者メカ                          |
| 第5話  | 3月13日        | ホームベーサーの秘密           | 久保田圭司          | 鴫野彰                        | 井口忠一 | 塚本あつし          | 沢井裕滋   | バッターラ                            |
| 第6話  | 3月20日        | 全公開! 部長の一日             | 高山鬼一            | 石山貴明                      | 鄭雨英   | -                   | 坂本信人   | クマシロウ                            |
| 第7話  | 3月27日        | イッパツ急行医療隊             | 山本優              | （真砂智康） 古川順康         | 鈴木満   | 波戸根良昭          | 山元健生   | タマネギラー                          |
| 第8話  | 4月3日         | 豪ピンチ通信応答せず           | 海老沼三郎          | 石川康夫                      | 鄭雨英   | -                   | 坂本信人   | アタックガルボーン                    |
| 第9話  | 4月10日        | ギョ!? 魚との遭遇              | 佐藤和男            | 鴫野彰                        | 鈴木英二 | 塚本あつし          | 山元健生   | 名前不明(オオカミメカ)                |
| 第10話 | 4月17日        | つらいなあ! 休日出勤           | 三宅直子            | （丸輪零） 小島正幸           | 和泉絹子 | 小室詩香            | 市谷正夫   | トゲツール                            |
| 第11話 | 4月24日        | 打倒! アルプスの魔女           | 高山鬼一            | （真砂智康） 石山貴明         | 鄭雨英   | -                   | 山元健生   | マジョババジ                          |
| 第12話 | 5月1日         | 京都めざして大レース           | 久保田圭司          | 鴫野彰                        | 鈴木英二 | 波戸根良昭          | 市谷正夫   | シャレコーベフォーミュラ ケンゴーオー |
| 第13話 | 5月8日         | 豪・その出生の秘密             | 小山高男            | 石川康夫                      | 鄭雨英   | -                   | 山元健生   | 名前不明(ハエタタキメカ)              |
| 第14話 | 5月15日        | 太平洋無着陸気球横断           | 海老沼三郎          | （丸輪零） 小島正幸           | 和泉絹子 | 小室詩香            | 市谷正夫   | 名前不明(ヤタイガー)                  |
| 第15話 | 5月22日        | にせリースで罠をはれ           | 佐藤和男            | 石川康夫                      | 鄭雨英   | -                   | 山元健生   | 名前不明(ムンメガネ)                  |
| 第16話 | 5月29日        | おしかけ美少女社員             | 海老沼三郎          | 鴫野彰                        | 井口忠一 | 塚本あつし          | 市谷正夫   | カメカメン                            |
| 第17話 | 6月5日         | 潜入! タイムリース社           | 高山鬼一            | （丸輪零） 小島正幸           | 和泉絹子 | 小室詩香            | 山元健生   | バラクーダー                          |
| 第18話 | 6月12日        | ハル坊の両親を捜せ!            | 佐藤和男            | 鴫野彰                        | 鈴木英二 | 波戸根良昭          | 市谷正夫   | バリー・カーン                        |
| 第19話 | 6月19日        | TV中継ベーブルース             | 海老沼三郎 小山高男 | 石川康夫                      | 鄭雨英   | -                   | 山元健生   | アン・パパイヤー                      |
| 第20話 | 6月26日        | 石器時代にカネ送れ!            | 海老沼三郎          | 神井裕行                      | 和泉絹子 | 小室詩香            | 市谷正夫   | 直立猿人メカ→北京原人メカ→現代人メカ  |
| 第21話 | 7月3日         | 金欠部長コスイネン             | 三宅直子            | （丸輪零） 鴫野彰             | 鄭雨英   | -                   | 山元健生   | ストンピングシューズ                  |
| 第22話 | 7月10日        | 魔法責めイッパツマン!          | 久保田圭司          | 石川康夫                      | 鈴木英二 | 安西慶江            | 市谷正夫   | シネラ魔人                            |
| 第23話 | 7月17日        | 合体不能! 逆転王               | 高山鬼一            | 小島正幸                      | 和泉絹子 | 小室詩香            | 山元健生   | オクロックマン                        |
| 第24話 | 7月24日        | 消えたホームベーサー           | 小山高男            | 鴫野彰                        | 井口忠一 | 安西慶江            | 市谷正夫   | ブルカンチン                          |
| 第25話 | 7月31日        | こまった! 大コマ回し           | 海老沼三郎          | 石川康夫                      | 鄭雨英   | -                   | 山元健生   | 名前不明(ゼニガタゴヨーダ)            |
| 第26話 | 8月7日         | シビビーン大変身               | 小山高男            | 鴫野彰                        | 鈴木英二 | 西堀ひろみ          | 市谷正夫   | 大鬼神                                |
| 第27話 | 8月14日        | 地球の底で大激戦!              | 高山鬼一            | （丸輪零） 石川康夫           | 鄭雨英   | -                   | 山元健生   | ワンタッチモビルスーツ                |
| 第28話 | 8月21日        | 見よ 逆転サンパツマン          | 海老沼三郎          | 小島正幸                      | 和泉絹子 | 小室詩香            | 市谷正夫   | ドンコウシャレコーベ 大逆転王         |
| 第29話 | 8月28日        | 幽霊屋敷は大にぎわい           | 久保田圭司 小山高男 | 鴫野彰                        | 鄭雨英   | -                   | 山元健生   | 名前不明(バケネコメカ)                |
| 第30話 | 9月4日         | シリーズ初! 悪が勝つ           | 小山高男            | うえだひでひと                | 井口忠一 | 安西慶江 金子美津江 | 山元健生   | 瞬間硬化弾                            |
| 第31話 | 9月11日        | 登場! 新イッパツマン           | 小山高男            | （香川豊） うえだひでひと     | 二宮常雄 | 安西慶江 金子美津江 | 市谷正夫   | ソージスラー                          |
| 第32話 | 9月18日        | イッパツマンの大秘密           | 小山高男            | 小島正幸                      | 和泉絹子 | 小室詩香            | 山元健生   | 棒高跳びメカ                          |
| 第33話 | 9月25日        | モンタージュで御用だ           | 三宅直子            | （丸輪零） 鴫野彰             | 鄭雨英   | -                   | 市谷正夫   | 三段跳びメカ                          |
| 第34話 | 10月2日        | ケッパレ研修 悪トリオ          | 佐藤和男            | 石川康夫                      | 鈴木英二 | 金子美津江          | 多田喜久子 | 槍投げメカヤリクリー                  |
| 第35話 | 10月9日        | 転職失敗! コスイネン           | 高山鬼一            | 小島正幸                      | 和泉絹子 | 小室詩香            | 多田喜久子 | 剣道メカ                              |
| 第36話 | 10月16日       | おまえは何者? 球四郎           | 佐藤和男            | 鴫野彰                        | 鄭雨英   | -                   | 多田喜久子 | 水泳メカ                              |
| 第37話 | 10月23日       | スパイにされた2-3              | 佐藤和男            | 石川康夫                      | 井口忠一 | 金子美津江          | 市谷正夫   | ピロコ 円盤投げメカアダムスキー       |
| 第38話 | 10月30日       | ミスターX 見つけた!            | 小山高男            | 田代文夫                      | 鈴木英二 | 橋本とよ子 沢田早苗 | 多田喜久子 | フェンシングメカ                      |
| 第39話 | 11月6日        | 大ピンチ! 捕われた豪           | 海老沼三郎          | （丸輪零） 石田昌久           | 鄭雨英   | -                   | 市谷正夫   | スノーモビルメカ                      |
| 第40話 | 11月13日       | 仲人はコスイネン夫妻           | 高山鬼一            | 鴫野彰                        | 二宮常雄 | 金子美津江          | 市谷正夫   | 弓矢メカ                              |
| 第41話 | 11月20日       | 助っ人オタスケマン             | 小山高男 中弘子     | 小島正幸                      | 和泉絹子 | 小室詩香            | 市谷正夫   | 新体操メカ                            |
| 第42話 | 11月27日       | 暴かれたハルカの秘密           | 佐藤和男            | 古川順康                      | 鄭雨英   | -                   | 多田喜久子 | サッカーメカ                          |
| 第43話 | 12月4日        | 負傷! 狙われたハルカ           | 小山高男            | 小島正幸                      | 和泉絹子 | 小室詩香            | 市谷正夫   | 洋弓メカダイアタリー                  |
| 第44話 | 12月11日       | ああ ハルカと豪の秘密          | 小山高男            | 鴫野彰                        | 鈴木英二 | 金子美津江          | 多田喜久子 | 洋弓メカダイアタリー                  |
| 第45話 | 12月18日       | コルドー会長の謎の島           | 小山高男            | 古川順康                      | 鄭雨英   | -                   | 市谷正夫   | ネアカホッケーダー                    |
| 第46話 | 12月25日       | ムンムンの 恋の終り            | 佐藤和男            | 小島正幸                      | 和泉絹子 | 小室詩香            | 多田喜久子 | パチンコメカデンドーダー              |
| 第47話 | 1983年 1月8日  | 初夢コスイネン四変化（番外編） | 小山高男            | うえだひでひと                | 鈴木英二 | 金子美津江          | 市谷正夫   | ドリームマシーン 巨大魔神             |
| 第48話 | 1月15日        | 78歳 ムンムン快調（番外編）    | 小山高男            | 鴫野彰                        | 二宮常雄 | 岩瀬久代            | 多田喜久子 | ゲートボールメカ                      |
| 第49話 | 1月22日        | 球四郎は死んでいた             | 小山高男            | 小島正幸                      | 和泉絹子 | 小室詩香            | 市谷正夫   | 空手形メカ                            |
| 第50話 | 1月29日        | ハルカの部下 ミンミン          | 小山高男            | 香川豊                        | 鈴木英二 | 金子美津江          | 多田喜久子 | ゴリラメカ アメフトメカ               |
| 第51話 | 2月5日         | 謎の飛行物体をさがせ           | 高山鬼一            | 鴫野彰                        | 鄭雨英   | 金子美津江          | 市谷正夫   | 水上スキーメカ                        |
| 第52話 | 2月12日        | コルドー監督の迷映画（番外編） | 小山高男            | うえだひでひと                | 二宮常雄 | 金子美津江          | 多田喜久子 | キックボクシングメカナグルケリー      |
| 第53話 | 2月19日        | 裏切ったイッパツマン           | 小山高男            | 小島正幸                      | 和泉絹子 | 小室詩香            | 市谷正夫   | レイケツナイト                        |
| 第54話 | 2月26日        | ああ結婚 ハルカと豪            | 小山高男            | 香川豊                        | 鄭雨英   | 金子美津江          | 市谷正夫   | レイケツナイト                        |
| 第55話 | 3月5日         | 襲われたハネムーン             | 小山高男            | 小島正幸                      | 和泉絹子 | 小室詩香            | 市谷正夫   | マラソンメカ                          |
| 第56話 | 3月12日        | わかるか 球四郎の正体          | 小山高男            | 鴫野彰                        | 鈴木満   | 金子美津江          | 多田喜久子 | ボーリングメカボクボウラー            |
| 第57話 | 3月19日        | コルドーの意外な正体           | 小山高男            | 津田義三                      | 鄭雨英   | 金子美津江          | 市谷正夫   | 少林寺拳法メカ                        |
| 第58話 | 3月26日        | 大逆転! 愛ゆえの勝利           | 小山高男            | 小島正幸                      | 和泉絹子 | 小室詩香            | 多田喜久子 | -                                     |

## 放送局
系列は当時の系列。放送時間は個別に出典が提示されているものを除き1983年1月中旬 - 2月上旬時点のものとする。
| 放送地域       | 放送局         | 放送系列                      | 放送時間                                                          | 備考                                  |
| -------------- | -------------- | ----------------------------- | ----------------------------------------------------------------- | ------------------------------------- |
| 関東広域圏     | フジテレビ     | フジテレビ系列                | 土曜 18:30 - 19:00                                                | キー局                                |
| 北海道         | 北海道文化放送 | フジテレビ系列                | 土曜 18:30 - 19:00                                                |                                       |
| 宮城県         | 仙台放送       | フジテレビ系列                | 土曜 18:30 - 19:00                                                |                                       |
| 山形県         | 山形テレビ     | フジテレビ系列                | 土曜 18:30 - 19:00                                                |                                       |
| 富山県         | 富山テレビ     | フジテレビ系列                | 土曜 18:30 - 19:00                                                |                                       |
| 石川県         | 石川テレビ     | フジテレビ系列                | 土曜 18:30 - 19:00                                                |                                       |
| 福井県         | 福井テレビ     | フジテレビ系列                | 土曜 18:30 - 19:00                                                |                                       |
| 静岡県         | テレビ静岡     | フジテレビ系列                | 土曜 18:30 - 19:00                                                |                                       |
| 中京広域圏     | 東海テレビ     | フジテレビ系列                | 土曜 18:30 - 19:00                                                |                                       |
| 近畿広域圏     | 関西テレビ     | フジテレビ系列                | 土曜 18:30 - 19:00                                                |                                       |
| 鳥取県・島根県 | 山陰中央テレビ | フジテレビ系列                | 土曜 18:30 - 19:00                                                |                                       |
| 岡山県・香川県 | 岡山放送       | フジテレビ系列                | 土曜 18:30 - 19:00                                                |                                       |
| 広島県         | テレビ新広島   | フジテレビ系列                | 土曜 18:30 - 19:00                                                |                                       |
| 福岡県         | テレビ西日本   | フジテレビ系列                | 土曜 18:30 - 19:00                                                |                                       |
| 沖縄県         | 沖縄テレビ     | フジテレビ系列                | 土曜 18:30 - 19:00                                                |                                       |
| 長崎県         | テレビ長崎     | フジテレビ系列 日本テレビ系列 | 土曜 18:30 - 19:00                                                |                                       |
| 熊本県         | テレビ熊本     | フジテレビ系列 テレビ朝日系列 | 土曜 18:30 - 19:00                                                |                                       |
| 青森県         | 青森テレビ     | TBS系列                       | 月曜 17:30 - 18:00                                                |                                       |
| 岩手県         | テレビ岩手     | 日本テレビ系列                | 金曜 17:00 - 17:30                                                | [ 27 ]                                |
| 秋田県         | 秋田テレビ     | フジテレビ系列 テレビ朝日系列 | 金曜 17:00 - 17:30                                                |                                       |
| 福島県         | 福島テレビ     | フジテレビ系列                | 木曜 17:20 - 17:50（第50話まで） 木曜 17:30 - 18:00（第51話から） | 1982年4月8日から1983年5月26日まで放送 |
| 新潟県         | 新潟総合テレビ | フジテレビ系列 テレビ朝日系列 | 金曜 17:25 - 17:55                                                | 現・NST新潟総合テレビ                 |
| 山梨県         | 山梨放送       | 日本テレビ系列                | 月曜 17:30 - 18:00                                                |                                       |
| 長野県         | 長野放送       | フジテレビ系列                | 土曜 18:00 - 18:30                                                |                                       |
| 山口県         | テレビ山口     | TBS系列 フジテレビ系列        | 木曜 17:30 - 18:00                                                |                                       |
| 愛媛県         | テレビ愛媛     | フジテレビ系列                | 金曜 17:25 - 17:55                                                |                                       |
| 高知県         | テレビ高知     | TBS系列                       | 水曜 17:30 - 18:00                                                |                                       |
| 佐賀県         | サガテレビ     | フジテレビ系列                | 土曜 18:00 - 18:30                                                |                                       |
| 大分県         | 大分放送       | TBS系列                       | 水曜 17:20 - 17:50                                                |                                       |
| 鹿児島県       | 鹿児島テレビ   | フジテレビ系列 日本テレビ系列 | 月曜 17:30 - 18:00                                                |                                       |

テレビ岩手では、本作品を最後にタイムボカンシリーズのネットを一時打ち切っている他、青森テレビ・テレビ岩手・テレビ山口の3局は、次番組である『未来警察ウラシマン』が同一地域の他局（青森放送・岩手放送・山口放送）で放送されていた都合上、土曜18時台後半のテレビアニメのネットそのものを終了している。このうち山口県では本作品以前より、山口放送にて放送されていた日曜18時台前半のタツノコ作品と、タイムボカンシリーズとが裏番組同士という状態でもあり、本作品においても本来の次番組に当たる『未来警察ウラシマン』と時間帯が競合する格好となった。
2015年9月より、ファミリー劇場にて本放送当時とほぼ同様のフォーマットで再放送が行われた。2018年4月18日からはキッズステーション『タツノコ55YEAR 昭和のタイムボカンシリーズ全作見せます!』枠（月 - 金0:00〜1:00）にて、HDリマスター版が放送されている（その際それまで番組中に挿入されていたCMが、本作品では本編BパートとEDの間には挿入されていない）。

## 映像ソフト
- VHS
  - 竜の子TVアニメ・シリーズ タイムボカンシリーズ（ポリドール）
1989年5月25日発売。2巻に、第30話を収録。
  - 逆転イッパツマン ピンチ一発大逆転編（パイオニアLDC）
  - 逆転イッパツマン 大逆転! 愛ゆえの勝利編（パイオニアLDC）
1999年2月25日発売。第1、2話と第57、58話を収録。
- DVD
  - 逆転イッパツマンDVD-BOX（パイオニアLDC）
BOX1 2002年3月22日発売。第1 - 30話を収録。
BOX2 2002年5月24日発売。第31 - 58話を収録。
- BD
  - タイムボカンシリーズ 逆転イッパツマン ブルーレイBOX（松竹）
2012年9月26日発売。

## その他の作品での登場
- OVA『タイムボカン王道復古』では第1話に、クリーン悪トリオが登場。搭乗するのはシャレコーベバギー。途中でミレンジョ一味との対決になり、相手が繰り出した大巨神に対抗すべく、コスイネンがイッパツマンから借りてきた逆転王を出撃させる。この時の逆転王は声として富山敬がクレジットされていた。逆転王と大巨神は互角の戦いを繰り広げ決着はつかなかったが、互いを認め合い友情を生むに至った。それを見たムンムンが気持ち悪がって非難したことで怒りを買い、逆転王の大激怒(大巨神の後で「右に同じ」と言って放った)を受けてリタイア。ミレンジョ一味共々「やられちゃったくやしいな」を歌いながら退場した。
- プレイステーション用ソフト『ボカンGoGoGo』では弾丸ヘッド号、シャレコーベバギーが登場。善側に勝利したことで、キョカンチンが自信を見せるとムンムンは「当然だよ」と続ける。クリーン悪トリオはシュヤクノザを手に入れると、コスイネンの思いつきで、ドクロベエに従わずに自分達で使って、イッパツマンの姿となる。しかし、シュヤクノザは見た目を真似られるに過ぎず、本物のイッパツマンに倒される。それを見たドクロベエは「こんな中途半端なものは、もう要らない」と言う。
- エニックス文庫『小説タイムボカン ヤッターマン・オタスケマン・逆転イッパツマン』(著：山本優、曽田博久、高山鬼一)　ISBN 4-900527-23-8　ではテレビシリーズ最終回の後に、再度謎のブラック企業に就職したクリーン悪トリオの姿が描かれるが、今度の会長の正体も人外の悪しき存在であり、駆けつけたイッパツマンはノストラダムスと協力し、思わぬ人類の危機に立ち向かうことになる。